# Лентинг
Лентинг (нем. Lenting) — община в Германии, в земле Бавария.
Подчиняется административному округу Верхняя Бавария. Входит в состав района Айхштетт.
Официальный код — 09 1 76 143.
По данным на 31 декабря 2015 года:
- территория —  847,86 га;
- население —  4851 чел.;
- плотность населения —  572,15 чел./км²;
- землеобеспеченность с учётом внутренних вод —  1747,80 м²/чел.

До 1 января 1994 года община входила в состав административного сообщества Лентинг.

## Население
По оценке на 31 декабря 2015 года население общины составляет 4851 человек.
| Дата      | 1840 | 1871 | 1900 | 1925 | 1939 | 1950 | 1961 | 1970 | 1987 | 2011 |
| --------- | ---- | ---- | ---- | ---- | ---- | ---- | ---- | ---- | ---- | ---- |
| Население | 420  | 471  | 534  | 684  | 825  | 1477 | 1719 | 2802 | 3826 | 4654 |

| Год       | 1960 | 1970 | 1980 | 1990 | 2000 | 2009 | 2010 | 2011 | 2012 | 2013 | 2014 | 2015 |
| --------- | ---- | ---- | ---- | ---- | ---- | ---- | ---- | ---- | ---- | ---- | ---- | ---- |
| Население | 1688 | 2833 | 3606 | 4248 | 4728 | 4734 | 4694 | 4709 | 4710 | 4771 | 4813 | 4851 |